# 벨기에의 세계유산

벨기에의 세계유산은 세계유산 위원회를 거쳐 유네스코 세계유산에 등재된 벨기에의 세계유산을 일컫는다. 벨기에는 1996년 7월 24일 유네스코 협약에 비준한 이래, 14건의 문화유산과, 1건의 자연유산을 보유하고 있다.

## 목록

### 문화유산
| No. | 사진            | 등록명                                                      | 소재지 | 등록년도      | 등록기준           | 유네스코 지정번호 | 비고            |
| 1   |                 | 플랑드르 지방의 베긴회 수녀원                               | 플란데런 지역 | 1998년        | (ⅱ), (ⅲ), (ⅳ)      | 855               |                 |
| 2   |                 | 상트르 운하, 4개의 리프트와 주변 지역                       | 에노주 | 1998년        | (ⅲ), (ⅳ)           | 856               |                 |
| 3   |                 | 브뤼셀의 그랑 플라스                                        | 브뤼셀 | 1998년        | (ⅱ), (ⅳ)           | 857               |                 |
| 4   |                 | 벨기에와 프랑스의 종루                                      | 벨기에 안트베르펜주 플람스브라반트주 에노주 림뷔르흐주 오스트플란데런주 베스트플란데런주 나뮈르주 프랑스 오드프랑스 | 1999년 2005년 | (ⅱ), (ⅳ)           | 943               |                 |
| 5   |                 | 브뤼허 역사지구                                             | 베스트플란데런주 | 2000년        | (ⅱ), (ⅳ), (ⅵ)      | 996               |                 |
| 6   |                 | 건축가 빅토르 오르타의 저택                                 | 브뤼셀 | 2000년        | (ⅰ), (ⅱ), (ⅳ)      | 1005              |                 |
| 7   |                 | 스피엔네스의 신석기 시대 플린트 광산                        | 에노주 | 2000년        | (ⅰ), (ⅲ), (ⅳ)      | 1006              |                 |
| 8   |                 | 투르네의 노트르담 대성당                                    | 에노주 | 2000년        | (ⅱ), (ⅳ)           | 1009              |                 |
| 9   |                 | 플랑탱 - 모레투스 박물관                                    | 안트베르펜주 | 2005년        | (ⅱ), (ⅲ), (ⅳ), (ⅵ) | 1185              |                 |
| 10  |                 | 스토클레 저택                                               | 브뤼셀 | 2009년        | (ⅰ), (ⅱ)           | 1298              |                 |
| 11  |                 | 왈로니아의 광산 유적                                        | 왈로니아 | 2012년        | (ⅱ), (ⅳ)           | 1344              |                 |
| 12  | 귀에뜨 아틀리에 | 르 코르뷔지에의 건축 작품, 모더니즘 운동에 관한 탁월한 기여 | 벨기에 독일 스위스 아르헨티나 인도 일본 프랑스                                                                      | 2016년        | (ⅰ), (ⅱ), (ⅵ)      | 1321              | 7개국 공동 등재 |
| 13  |                 | 베네볼랑스 거주지                                           | 벨기에 네덜란드 | 2021년        | (ⅱ), (ⅳ)           | 1555              |                 |
| 14  | 스파            | 유럽의 대 온천 마을                                         | 벨기에 오스트리아 독일 체코 프랑스 이탈리아 잉글랜드                                                                | 2021년        | (ⅱ), (ⅲ)           | 1613              | 7개국 공동 등재 |

### 자연유산
| No. | 사진 | 등록명                                                               | 소재지 | 등록년도             | 등록기준 | 유네스코 지정번호 | 비고        |
| 1   |      | 카르파티아 및 유럽의 기타 지역에 생육하는 고대 및 원시 너도밤나무 숲 | 벨기에 독일 루마니아 보스니아 헤르체고비나 북마케도니아 불가리아 스위스 스페인 슬로바키아 슬로베니아 알바니아 오스트리아 우크라이나 이탈리아 체코 크로아티아 폴란드 프랑스 | 2007년 2011년 2017년 | (ⅸ)      | 1133              | 18개국 공유 |